# Stor-Stugutjärnen, Dalarna
Stor-Stugutjärnen är en sjö i Älvdalens kommun i Dalarna och ingår i Dalälvens huvudavrinningsområde.